# Châtelain (Mayenne)
Châtelain é uma comuna francesa na região administrativa da Pays de la Loire, no departamento de Mayenne. Estende-se por uma área de 13,91 km². Em 2010 a comuna tinha 475 habitantes (densidade: 34,1 hab./km²).